# شهر بی‌قانون
شهر بی‌قانون (هندی: नीचा नगर) یک فیلم به کارگردانی چتان آناند است که در سال ۱۹۴۶ منتشر شد. از بازیگران آن می‌توان به کامینی کاشال اشاره کرد. این فیلم در ۱۹۴۶ برنده نخل طلایی جشنواره فیلم کن شده‌است.